# リンゴ酢
リンゴ酢(Apple cider vinegar)は、シードルから作る酢である。サラダドレッシング、マリネ液、ヴィネグレットソース、防腐剤、チャツネ等に用いられる。リンゴを破砕して絞った果汁から作られる。できたリンゴジュースを酵母で発酵させ、果汁中の糖をエタノールに変換する。二次発酵では、酢酸菌（アセトバクター属）により、エタノールを酢酸に変換し、リンゴ酢が生成する。酢酸は、リンゴ酸とともに、リンゴジュースの成分として含まれており、リンゴ酢の酸味の原因となっている。
リンゴ酢を日常的に摂取することで、体重を維持・減少させたり 、血糖値、血中脂質量を制御するといったことに対する、質の高い臨床的な証拠はない。

## 製造
リンゴを加工用ベルトに乗せ、洗浄、破砕、圧搾を行い、果汁を分離する。在来の、または接種した酵母（主に出芽酵母）がアルコール発酵をはじめ、果汁中の糖をエタノールに変換して、アップルサイダーとする。その後、純粋培養した酢酸菌か、「マザー」と呼ばれるバイオフィルムを接種することで、二次酢酸発酵を起こし、サイダー中のエタノールを酢酸に変換してリンゴ酢とする。「マザー」は、蒸留、殺菌前に酢の中に残る未分化の微生物培地である。

## 栄養
リンゴ酢の94%は水であり、5%は酢酸、1%は炭水化物である。脂質やタンパク質は含まれていない（下表）。100 gあたり、エネルギーは22 kcalで、微量栄養素は無視できる量である。

## 健康効果
伝統医療での利用の歴史はあるものの、高品質の研究が十分行われていないため、リンゴ酢の健康効果に関する証拠は、体重減少、血糖値制御、皮膚感染症等のヒトへのヘルスクレームを裏付けるには不十分であり、主要な公衆衛生機関や規制当局の診療ガイドラインでは、いかなる適応も推奨されていない。

## 安全性の懸念
リンゴ酢の適度な量の摂取、特に希釈したものの摂取は安全である。指示通りに推奨量を摂取した場合の副作用の可能性は低いようである。報告されている有害作用には、リンゴ酢タブレットの不完全な飲み込みによる食道損傷、過剰量の飲用による歯のエナメル質の損傷、げっぷ、屁、排便の増加等がある。また、酢の摂取は、象牙質知覚過敏症を増加させる可能性がある。酢が眼に触れると刺激を感じて赤みを生じ、角膜が損傷する可能性がある。酢を外用薬、耳掃除液、洗眼液等に用いることは危険である。少量のリンゴ酢を食品用の香料として用いることはあるが、妊婦や授乳中の女性、子供が用いるのは安全ではない可能性がある。また、ブランドによってリンゴ酢中の酸濃度にはばらつきがあり、カビや酵母が混入されているものもあることが見つかっている。
洗浄剤として用いる場合には、他の酢と同様、塩素系漂白剤と混ぜると、塩素ガスが発生し、気管や眼を刺激する。
アレルギーを持つ者は、リンゴ酢にアレルギー反応を示すことがある。皮膚炎の外用薬として用いる場合は、火傷を引き起こすことがある。インスリンや利尿薬等の処方箋医薬品と、望ましくない相互作用を引き起こすこともがある。